# Publio Cornelio Secolare
Publio Cornelio Secolare, Secolare Cornelio Publio (latino: Publius Cornelius Saecularis; fl. 258-260), fu un politico dell'Impero romano.

## Biografia
Di lui un'epigrafe monca da Leptis Magna (EDCS-06000678). Dal 258 al 260 fu praefectus urbi; nel 260 fu console per la seconda volta.